# Al Minaa Sport club
El Al Minaa Sport club (en árabe: نادي الميناء‎, que significa Club del Puerto) es un club de fútbol de Irak, de la ciudad de Basora. Fue fundado en 1931 y juega en la División Uno de Irak. 

## Historia

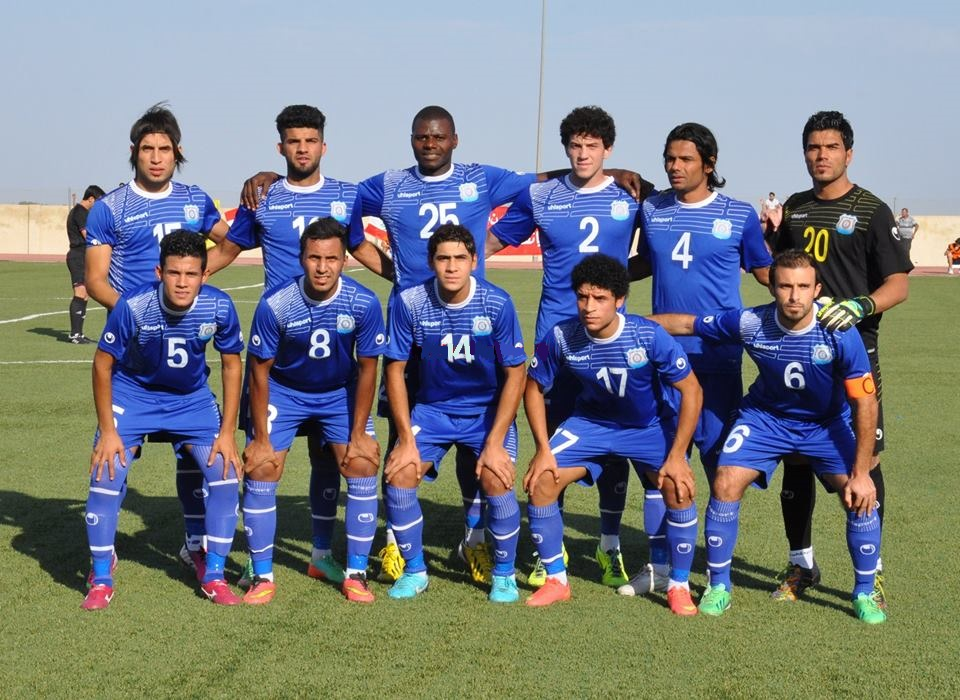
Al-Minaa en 2014.

El equipo fue fundado en 1931. Consiguió proclamarse campeón de Liga en 1978. En 2005 el equipo quedó segundo en el campeonato liguero, tras perder la final contra el Al Quwa Al Jawiya por dos goles a cero. En las temporadas siguiente participó por primera vez en la Liga de Campeones de la AFC.

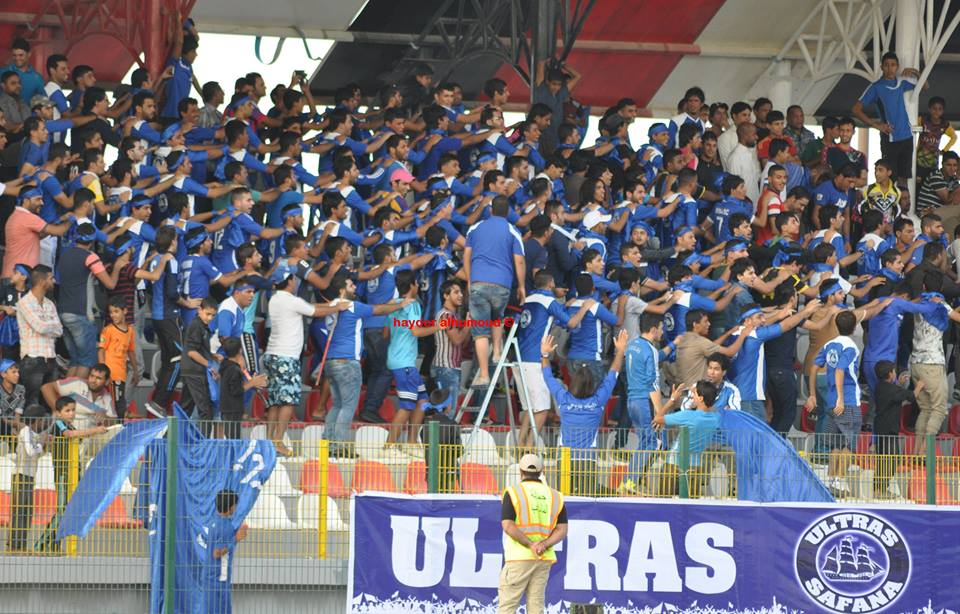
Los Ultras Safana en un partido del Al-Minaa en octubre de 2014.

## Uniforme
- Uniforme titular: Camiseta azul con bandas blancas en las mangas, pantalón azul y medias azules.
- Uniforme alternativo: Camiseta blanca con mangas azules, pantalón blanco y medias blancas.

### Evolución
| Primer Uniforme en 1931 | 1940s–1960s | 1967–68 | 1977–78 | 1978–79 | 1985–86 | 1991–92 | 1998–99 | 2000–01 | 2002–03 |
| 2004–05                 | 2014–15     | 2014–15 | 2015–16 | 2016–17 | 2018–19 |         |         |         |         |

## Estadio

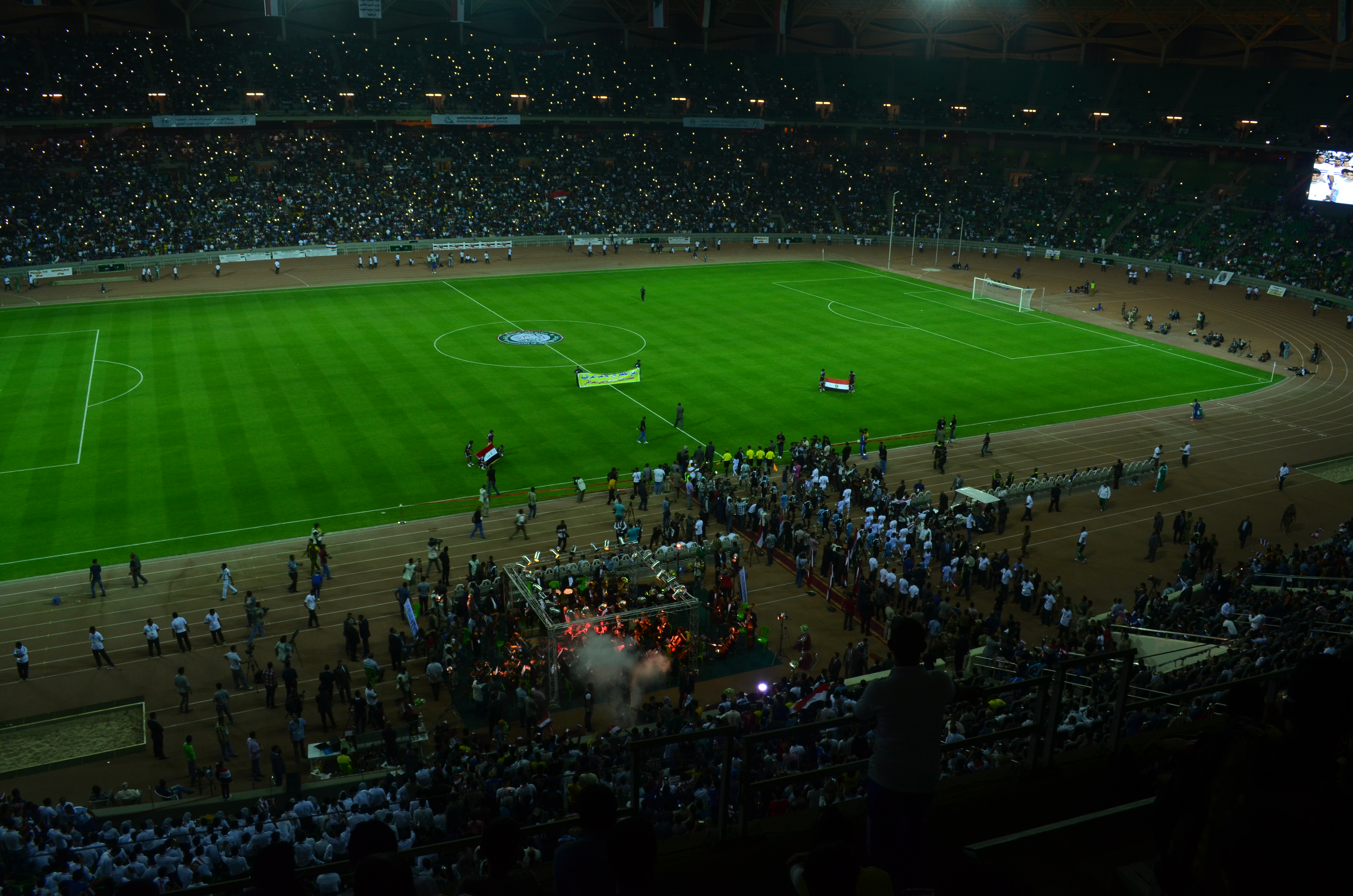
El Basra Sports City es la sede temporal del Al-Minaa desde el.

El Al Minaa jugaba en el Estadio Al Minaa. Desde la remodelación sufrida en 1995 el estadio tiene capacidad para 15000 personas. En la primera vuelta de la temporada 2012/13 el club jugaba en el Naft Al-Junoob Stadium desde el 20 de octubre de 2012 hasta el 1 de marzo de 2013. En la segunda vuelta jugó en el Basra Stadium (Al-Jamhoriya) del 27 de abril de 2014 al 4 de septiembre de 2014, y entrenaba en el Al-Hawta Stadium. En octubre del 2013 fue inaugurado el Al-Zubair Olympic Stadium como la sede del club para sus partidos de local durante la temporada 2013–14 y la de 2014–15, y hasta el 23 de mayo de 2015 el Basra Sports City pasó a ser la sede temporal del club. Desde octubre de 2017 el Basra Sports City es oficialmente la sede del club.
Para los partidos de poca asistencia, el Al-Minaa juega en el estadio anexo de Basra Sports City (conocido como el Al-Fayhaa Stadium), con capacidad para 10,000 espectadores.

## Entrenadores
- Fuente:[9]

- Faraj Dano (1943–1948) (jugador-entrenador)
- Hameed Majeed (1948–1949)
- Karim Jaber (1953–1954)
- Kamel Abboudi (1954–1955)
- Karim Allawi Homaidi (1955–1956)
- Michael Stanley (1959–1961)
- Ingvard Hansen (1961–1963)
- Tariq Khalil (1963–1965)
- Mohammed Manthar (1965–1966)
- Abdul Salam Saud (1966–1967)
- Mohammed Manthar (1967–1968)
- Abdul Salam Saud (1968–1970)
- Jamil Mohammed Ali (1970)
- Hadi Hassan Wasfi (1970–1971)
- Hamza Qasim (1971–1973)
- Najm Abdullah Al-Azzawi (1973–1975)
- Faleh Hassan Wasfi (1975–1977)
- Jamil Hanoon (1977–1978)
- Sabeeh Abed Ali & Abdul Mahdi Hadi (1978–1979)
- Abdul Razzaq Ahmed (1979–1980)
- Jamil Hanoon (1980–1983)
- Abdul Razzaq Ahmed (1983–1984)
- Rahim Karim (1984–1986)
- Abdul Razzaq Ahmed (1986–1990)
- Hadi Ahmed (1990–1992)
- Jamil Hanoon (1992–1993)
- Sabeeh Hussein (1993–1995)
- Hadi Ahmed (1995–1999)
- Abdul Razzaq Ahmed & Hadi Ahmed (1999–2000)
- Hadi Ahmed (2000–2001)
- Aqeel Hato (2001–2003)
- Rahim Karim (2003–2004)
- Abdul Karim Jassim (2004–2005)
- Aqeel Hato (2005–2006)
- Asaad Abdul Razzaq (2006–2007)
- Adel Nasser (2007–2008)
- Abdul Karim Jassim (2008–2009)
- Ammar Hussein (2009)
- Adel Nasser (2009–2011)
- Younis Al-Qattan (Aug. 2011–Dic. 2011)
- Taher Balas (2011–2012) (interino)
- Rahim Hameed (Ene. 2012–Ago. 2012)
- Aqeel Hato (2012–2013)
- Mohammed Hussein Gholaim (Feb. 2013) (interino)
- Ghazi Fahad (Feb. 2013–May 2013)
- Asaad Abdul Razzaq (May 2013–Sep. 2013)
- Jamal Ali (Sep. 2013–Dic. 2013)
- Abbas Obeid (2013–2014)
- Ammar Hussein (Ene. 2014–May. 2014)
- Hassan Mawla (May 2014–Jul. 2014)
- Asaad Abdul Razzaq (2014–2015)
- Ahmed Rahim (Ene. 2015) (interino)
- Hussam Al Sayed (2015–2016)
- Marin Ion (2016–2017)
- Ghazi Fahad (Abr. 2017–Ago. 2017)
- Fajr Ibrahim (2017–2018)
- Nadhim Shaker (Ene. 2018–May 2018)
- Ahmed Rahim (May 2018–Jun 2018) (interino)
- Mahmoud Yasser (Jun 2018–Jul 2018) (interino)
- Aqeel Hato (2018–2019)
- Hicham Ghazia (7–25 Feb. 2019) (interino)
- Emad Aoda (Feb. 2019–May 2019)
- Ahmad Sabri (May 2019–Jul 2019) (interino)
- Valeriu Tița (2019–2021)
- Adel Nasser (Ene. 2021–Abr. 2021)
- Ahmed Rahim (Abr. 2021–Jul 2021)
- Qusay Munir (Ago. 2021–Oct. 2021)
- Ihsan Hadi (Oct. 2021–Nov. 2021) (interino)
- Ammar Hussien ( 7–15 Nov. 2021)
- Ihsan Hadi (15–24 Nov. 2021) (interino)
- Hatif Shamran (2021–2022)
- Ameen Phillip (Ene. 2022–Feb. 2022)
- Ahmed Rahim (Feb. 2022–Mar. 2022)
- Hatif Shamran (March 2022–May 2022)
- Ali Wahab (May 2022–Jul 2022)
- Basim Qasim (Ago. 2022–Presente)

## Palmarés

### Torneos nacionales
- Super Liga de Irak (1): 1978

## Participación en competiciones de la AFC
| Temporada | Torneo               | Ronda   | Club     | Casa | Visita | Global   |
| --------- | -------------------- | ------- | -------- | ---- | ------ | -------- |
| 2006      | AFC Champions League | Grupo B | Al-Ain   | 1–2  | 1–2    | 4° Lugar |
| 2006      | AFC Champions League | Grupo B | Al-Hilal | 1–1  | 1–3    | 4° Lugar |
| 2006      | AFC Champions League | Grupo B | Mash'al  | 0–1  | 2–2    | 4° Lugar |